# Aneilema petersii
Aneilema petersii är en himmelsblomsväxtart som först beskrevs av Justus Carl Hasskarl, och fick sitt nu gällande namn av Charles Baron Clarke. Aneilema petersii ingår i släktet Aneilema och familjen himmelsblomsväxter.

## Underarter
Arten delas in i följande underarter:
- A. p. pallidiflorum
- A. p. petersii